# Heikki Nieminen
Heikki Nieminen, född 9 maj 1926 i Hollola, död 5 september 2016, var en finländsk skulptör och grafiker. 
Nieminen studerade 1947–1948 vid Konstindustriella läroverket och 1948–1952 vid Finlands konstakademis skola. Han var elev till bland andra Aukusti Tuhka och assisterade honom i många år. Nieminen ställde ut första gången 1946. Han är känd främst för sina skulpturer i granit, plast, trä, svetsad metall, men även som grafiker med träsnitt och etsningar samt som tecknare med tusch-, blyerts, och kolteckningar. Med sina croquisteckningar och naketstudier framträdde han bland annat som bokillustratör. 
Nieminen utförde många offentliga arbeten, bland annat reliefer, springbrunnsskulpturer och porträttbyster. Bland dem märks ett monument över Akseli Gallen-Kallela i Björneborg (1956), porträttbysten av Frans Eemil Sillanpää i Tavastkyro (1965), en 20 meter lång relief i brons i Åbo universitet (1979–1980) och den abstrakta skulpturen Solvind utanför Bolarskogs sjukhus i Esbo (1977–1980). Mest spridda är hans Solskensstatyer från början av 1950-talet. En rad monument (bland annat reliefen i Åbo) tillkom tack vare segrar i tävlingar. Han undervisade 1955–1956 och 1959–1968 vid Finlands konstakademis skola, 1968–1974 vid Konstindustriella läroverket och 1978–1991 vid Konstindustriella högskolan; tillförordnad överlärare i skulpturkonst vid Bildkonstakademin 1985–1986. Han tilldelades Pro Finlandia-medaljen 1964.